# ليوبولدو ميلو
ليوبولدو ميلو (بالإسبانية: Leopoldo Melo)‏ هو محامي ودبلوماسي وسياسي أرجنتيني، ولد في 1869 في الأرجنتين، وتوفي في 1951 ببينامار في الأرجنتين. حزبياً، نشط في الاتحاد المدني الراديكالي.

## مناصب
- انتخب عضو مجلس الشيوخ الأرجنتيني عن دائرة إنتري ريوس (28 أبريل 1925 – 6 سبتمبر 1930).
- انتخب عضو مجلس الشيوخ الأرجنتيني عن دائرة إنتري ريوس (5 يونيو 1917 – 30 أبريل 1925).
- انتخب عضو مجلس النواب في الأرجنتين.
- انتخب وزارة الداخلية.